# Запис липа код школе (Параћин)
Запис липа код школе (Параћин) се налази на парцели чији је власник Општина Параћин.

## Локација
| Општина             | Параћин                                                                     |
| Катастарска општина | Параћин                                                                     |
| Потес               | Браће Мицића                                                                |
| Координате          | 43° 51′ 54″ С; 21° 24′ 15″ И / 43.864899999999999° С; 21.404199999999999° И |
| Надморска висина    | 130m                                                                        |

## Карактеристике
Дендрометријске вредности утврђене на терену и сателитским снимцима:
| Стабло                     | Липа |
| Висина стабла              | m    |
| Обим дебла                 | m    |
| Пречник крошње             | 8m   |
| Пречник дебла              | m    |
| Висина дебла до прве гране | m    |

## База записа
Запис је у оквиру Викимедија пројекта "Запис - Свето дрво" заведен под редним бројем 0117.